# Собор білоруських святих
Собор білоруських святих (біл. Сабор беларускіх святых; біл-тарашк. Сабор беларускіх сьвятых) — це православні святі, які жили та здійснювали свою діяльність на території Республіки Білорусь. Святкування Собору білоруських святих встановлено 3 квітня 1984 року з благословення патріарха Московського і всієї Русі Пимена.

## Додаткова література
- Святыя зямлі Беларускай. Жыццеапісанні. Уклад. Л. Я. Кулажанка, Т. А. Матрунчык — Мінск. Прыход Свята-Петра-Паўлаўскага сабора. 2012. — 184 с.